# Zicky Té
Izaquel Gomes Té connu sous le pseudonyme de Zicky, né le 1er septembre 2001 à Bissau, est un joueur international portugais de futsal évoluant au Sporting CP en tant que pivot.

## Biographie

### Enfance et formation
D'origine de la Guinée-Bissau, Zicky arrive au Portugal à l'âge de 6 ans. Il débute le futsal au Grupo Recreativo Olival Basto et à Póvoa de Santo Adrião Atlético Clube. C'est à l'âge de 12 ans, qu'il intègre les catégories jeunes du Sporting CP où il évolue jusqu'à la saison 2019-2020. Il dispute 10 matchs et inscrit 2 buts. Il remporte le championnat du Portugal des moins de 20 ans lors de la saison 2018/2019.

### En club
Le 23 septembre 2018, il fait sa première apparition dans l'équipe A du Sporting CP lors de la saison 2018/2019 du championnat du Portugal.
La saison suivante en 2019/2020, il remporte son premier trophée avec la Coupe du Portugal.
Lors de la saison 2020/2021, il s'impose comme une pièce maitresse du Sporting. Il remporte 2 titres nationaux avec le Championnat et la Coupe de la ligue, ainsi que son premier titre européen avec la Ligue des champions.
 Il confirme son statut lors de la saison 2021/2022 en remportant les 4 titres nationaux (championnat-Coupe du Portugal-Coupe de la Ligue et Supercoupe), mais s'incline en finale de la Ligue des Champions face aux FC Barcelone.
Le 24 octobre 2022, Zicky prolonge son contrat avec le Sporting CP jusqu'en 2027.

### En sélection nationale
Après des sélections dans les équipes de jeunes du Portugal, Zicky Té fait ses débuts avec le Portugal le 6 mars 2021 contre la  Tchéquie.

Lors du Mondial 2021 en Lituanie, il est sacré champion du monde à 20 ans avec le Portugal en battant l'Argentine en finale (2-1).
En 2022, il enchaine en remportant le Championnat d'Europe de futsal au Pays-Bas et la première édition de la Finalissima de futsal.

## Palmarès

### En club

#### Sporting Clube de Portugal
- Ligue des champions (1)
  - Vainqueur : 2021

- Championnat du Portugal (4)
  - Champion :2021, 2022, 2023, 2024

- Coupe du Portugal (3)
  - Vainqueur : 2020, 2022, 2025

- Supercoupe du Portugal (2)
  - Vainqueur : 2021, 2022

- Coupe de la Ligue portugaise (4)
  - Vainqueur : 2021, 2022, 2024, 2025

- Championnat du Portugal -20 ans (1)
  - Champion : 2019

### En sélection nationale
Portugal
- Coupe du monde (1)
  - Champion : 2021
- Finalissima de futsal (1)
  - Champion : 2022
- Championnat d'Europe (1)
  - Champion : 2022

### Récompenses individuelles
- Lors des Prix FutsalPlanet en 2021, il est élu le meilleur jeune joueur du monde[5].

- Lors de Ligue des champions de futsal de l'UEFA 2020-2021, il est élu le meilleur joueur de la compétition[6].

- Lors du Championnat d'Europe de futsal 2022, il fait partie de l'équipe type du tournoi, et il est élu le meilleur joueur du tournoi[7].

## Statistiques

### En club
| Saison                | Club                  | Championnat           | Championnat | Championnat | Coupe nationale | Coupe nationale | Coupe de la Ligue | Coupe de la Ligue | Supercoupe | Supercoupe | Compétition(s) continentale(s) | Compétition(s) continentale(s) | Compétition(s) continentale(s) | Total | Total |
| Saison                | Club                  | Division              | M.          | B.          | M.              | B.              | M.                | B.                | M.         | B.         | Comp.                          | M.                             | B.                             | M.    | B.    |
| 2018-2019             | Sporting CP           | Liga                  | 4           | 2           | -               | -               | -                 | -                 | -          | -          | C1                             | -                              | -                              | 4     | 2     |
| 2019-2020             | Sporting CP           | Liga                  | 3           | 2           | 2               | 0               | -                 | -                 | -          | -          | C1                             | -                              | -                              | 5     | 2     |
| 2020-2021             | Sporting CP           | Liga                  | 38          | 13          | -               | -               | 3                 | 3                 | -          | -          | C1                             | 5                              | 2                              | 46    | 18    |
| 2021-2022             | Sporting CP           | Liga                  | 21          | 7           | 1               | 0               | 3                 | 1                 | 1          | 0          | C1                             | 8                              | 3                              | 34    | 11    |
| 2022-2023             | Sporting CP           | Liga                  | 21          | 14          | 4               | 3               | 3                 | 2                 | 1          | 0          | C1                             | 8                              | 5                              | 37    | 24    |
| 2023-2024             | Sporting CP           | Liga                  | 23          | 21          | 5               | 5               | 4                 | 4                 | 1          | 1          | C1                             | 8                              | 10                             | 41    | 41    |
| Total sur la carrière | Total sur la carrière | Total sur la carrière | 110         | 59          | 12              | 8               | 13                | 10                | 3          | 1          | -                              | 29                             | 20                             | 167   | 98    |

### En sélection nationale
| Compétition                              | J  | V  | N | D | Buts |
| ---------------------------------------- | -- | -- | - | - | ---- |
| Finalissima de futsal                    | 2  | 1  | 1 | 0 | 0    |
| Coupe du monde de futsal FIFA            | 11 | 8  | 2 | 1 | 5    |
| Coupe du monde de futsal (Qualif.)       | 8  | 8  | 0 | 0 | 6    |
| Championnat d'Europe de futsal de l'UEFA | 6  | 6  | 0 | 0 | 3    |
| Championnat d'Europe de futsal (Qualif.) | 4  | 3  | 1 | 0 | 0    |
| Match amical                             | 24 | 19 | 1 | 4 | 10   |
| Total                                    | 55 | 45 | 5 | 5 | 24   |